# NGC 1133
NGC 1133 est une galaxie spirale barrée située dans la constellation de l'Éridan. NGC 1133 a été découverte par l'astronome américain Francis Leavenworth en 1827. 

## Caractéristiques
Sa vitesse par rapport au fond diffus cosmologique est de 5 107 ± 15 km/s, ce qui correspond à une distance de Hubble de 75,3 ± 5,3 Mpc (∼246 millions d'al).
La barre de cette galaxie ainsi que l'anneau qui l'entoure sont clairement visibles sur l'image de l'étude SDSS.
NGC 1133 est une galaxie active à raies d’émissions optiques étroites (NLAGN) et elle renferme des régions d'hydrogène ionisé.